# 明治神宮野球大会東北地区代表決定戦
明治神宮野球大会東北地区代表決定戦（めいじじんぐやきゅうたいかいとうほくちくだいひょうけっていせん）とは、明治神宮野球大会大学の部の出場権獲得をかけた大会である。

## 東北地区の代表選出方法の歴史
- 1970年-1971年：北部地区大学野球連盟から代表決定戦の勝者が出場。
- 1972年-1980年：北海道地区大学野球連盟と北部地区大学野球連盟による代表決定戦を実施（東北・北海道地区代表決定戦）。代表決定戦の優勝チームが東北・北海道地区代表として出場。
- 1981年-1986年：北海道学生野球連盟と北部地区大学野球連盟による隔年出場枠方式。
- 1987年-1990年：隔年出場枠方式を廃止北海道地区大学野球連盟と北部地区大学野球連盟による代表決定戦が復活（名称は北部・北海道地区代表決定戦）。代表決定戦の優勝チームが北部・北海道地区代表として出場。
- 1991年-1995年：名称を北海道・東北地区代表決定戦に変更。優勝チームは北海道・東北地区代表として出場。
  - 1991年よりリーグが分割したことに伴い東北代表は北東北大学野球連盟の優勝チームと南東北大学野球連盟の代表決定戦勝者による代表決定戦を行い勝者が東北代表として出場。
- 1996年-2008年：名称を北海道・東北地区大学野球王座決定戦に変更。優勝チームは北海道・東北地区代表（2000年からは北海道・東北5連盟代表）として出場。
  - 東北地区からの出場校は1996年-1998年は北東北大学野球連盟の優勝チームと南東北大学野球連盟の代表決定戦勝者の2チーム、1999年以降は南東北大学野球連盟が仙台六大学連盟と南奥羽大学野球連盟（2001年から南東北大学野球連盟に名称変更）が分離し各リーグの優勝チーム3校が出場。
- 2009年-：出場枠増に伴い北海道・東北地区代表決定戦が廃止、北海道・東北にそれぞれ出場枠が与えられ東北地区に37年ぶりに通年の単独代表枠が復活。現在の東北地区代表決定戦が創設。勝者が東北3連盟代表として大会に出場。

## 出場校

### 現在の方式（2016年-）
- 4チームが参加。
  - 参加校は北東北大学野球連盟（1部リーグ）・南東北大学野球（1部リーグ）・仙台六大学野球連盟の秋季リーグ優勝チームと、東北地区大学野球選手権大会（毎年6月開催。3連盟の春季リーグ1部在籍校18チーム参加のトーナメント方式による大会）における優勝チーム（この大会の優勝チームと秋季リーグ優勝チームが同一校の場合は、大会の優勝チームが所属する連盟の秋季リーグ2位の大学が連盟代表校として出場。

### 過去の方式
2009年-2012年
- 4チームが参加。
  - 参加校は北北東北大学野球連盟（1部リーグ）・南東北大学野球連盟（1部リーグ）・仙台六大学野球連盟の秋季リーグ優勝チームと、開催地主管連盟の秋季リーグ2位の大学。

2013年-2015年
- 7チームが参加。
  - 参加校は北東北大学野球連盟（1部リーグ）・仙台六大学野球連盟（1部リーグ）・南東北学生野球連盟の秋季リーグ優勝・2位の6チームと、東北地区大学野球選手権大会における優勝チームが所属する連盟の秋季リーグ3位チーム。

## 大会方式
- 2009年-2012年：敗者復活方式トーナメント
  - 決勝戦のみ2戦先勝方式、トーナメントを負けなしで決勝戦に進出したチームに1勝のアドバンテージが与えられる
- 2013年-現在：トーナメント方式
  - 2016年より決勝に連盟2位チームが進出した場合、対戦相手のチームに1勝のアドバンテージが与えられる

## 大会成績
- 赤字は優勝チーム
- 2013年-2015年は上段が優勝チーム、下段が2位。

| 回 | 年度   | 北東北大学                | 仙台六大学                | 南東北大学                      | 開催地主管連盟枠 （所属連盟）                      | 開催球場                    | 備考                                                                             |
| -- | ------ | ------------------------- | ------------------------- | ------------------------------- | -------------------------------------------------- | --------------------------- | -------------------------------------------------------------------------------- |
| 1  | 2009年 | 八戸大学                  | 東北福祉大学              | 東日本国際大学                  | 日本大学工学部 （南東北大学）                      | いわき グリーンスタジアム   | 大会創設                                                                         |
| 2  | 2010年 | 八戸大学                  | 東北福祉大学              | 石巻専修大学                    | 東北学院大学 （仙台六大学）                        | 仙台市民球場                |                                                                                  |
| 3  | 2011年 | 青森大学                  | 東北福祉大学              | 福島大学                        | 富士大学 （北東北大学）                            | 青森県営野球場              |                                                                                  |
| 4  | 2012年 | 富士大学                  | 東北学院大学              | 東日本国際大学                  | 石巻専修大学 （南東北大学）                        | 郡山総合運動場 開成山野球場 |                                                                                  |
| 回 | 年度   | 北東北大学                | 仙台六大学                | 南東北大学                      | 東北地区大学野球 選手権大会優勝連盟枠 （所属連盟） | 開催球場                    | 備考                                                                             |
| 5  | 2013年 | 八戸学院大学 富士大学     | 東北福祉大学 東北学院大学 | 東日本国際大学 日本大学工学部   | 青森大学 （北東北大学）                            | 仙台市民球場                | 出場チームが各リーグ2チームに 特別枠が東北地区大学野球選手権大会優勝連盟に変更   |
| 6  | 2014年 | 富士大学 八戸学院大学     | 東北福祉大学 東北学院大学 | 東北公益文科大学 東日本国際大学 | 仙台大学 （仙台六大学）                            | 花巻球場                    |                                                                                  |
| 7  | 2015年 | 富士大学 ノースアジア大学 | 東北福祉大学 仙台大学     | 東日本国際大学 石巻専修大学     | 東北学院大学 （仙台六大学）                        | 郡山総合運動場 開成山野球場 |                                                                                  |
| 回 | 年度   | 北東北大学                | 仙台六大学                | 南東北大学                      | 東北地区大学野球 選手権大会優勝 （所属連盟）       | 開催球場                    | 備考                                                                             |
| 8  | 2016年 | 青森大学                  | 仙台大学                  | 福島大学                        | 富士大学 （北東北大学）                            | 仙台市民球場                | 出場チームが各リーグ1チームに 特別枠が東北地区大学野球選手権大会優勝チームに変更 |
| 9  | 2017年 | 富士大学                  | 仙台大学                  | 東日本国際大学                  | 東北福祉大学 （仙台六大学）                        | 花巻球場                    |                                                                                  |
| 10 | 2018年 | 八戸学院大学              | 東北福祉大学              | 東日本国際大学                  | 富士大学 （北東北大学）                            | ヨーク開成山野球場          |                                                                                  |
| 11 | 2019年 | 青森大学                  | 東北福祉大学 仙台大学     | 東北公益文科大学                | 開催なし                                           | 仙台市民球場                | 特別枠は開催地のリーグ2位校となる                                                |
| 12 | 2020年 | 富士大学 八戸学院大学     | 東北福祉大学              | 東日本国際大学                  | 開催なし                                           | 東北福祉大学球場            | 特別枠は開催地（予定：弘前）のリーグ2位校となる 明治神宮大会は中止               |
| 13 | 2021年 | 富士大学                  | 仙台大学                  | 東日本国際大学 東北公益文科大学 | 開催なし                                           | いわき グリーンスタジアム   |                                                                                  |
| 14 | 2022年 | 青森大学                  | 仙台大学 東北福祉大学     | 東日本国際大学                  | 開催なし                                           | 仙台市民球場                |                                                                                  |
| 15 | 2023年 | 八戸学院大学 富士大学     | 東北福祉大学              | 東日本国際大学                  | 開催なし                                           | はるか夢球場                |                                                                                  |

## 出場チーム成績

### 北東北大学野球連盟
| 大学名           | 出場回数 | 優勝回数 | 出場年度 （太字は優勝年度）                                | 備考                         |
| ---------------- | -------- | -------- | ---------------------------------------------------------- | ---------------------------- |
| 富士大学         | 10       | 4        | 2011・2012・2013・2014・2015・2016・2017・2018・2020・2021 |                              |
| 青森大学         | ５       | 0        | 2011・2013・2016・2019・2022                               |                              |
| 八戸学院大学     | 5        | 2        | 2009・2010・2013・2014・2020                               | 2009年度と2010年度は八戸大学 |
| ノースアジア大学 | 1        | 0        | 2015                                                       |                              |

### 仙台六大学野球連盟
| 大学名       | 出場回数 | 優勝回数 | 出場年度 （太字は優勝年度）                                      | 備考 |
| ------------ | -------- | -------- | ---------------------------------------------------------------- | ---- |
| 東北福祉大学 | 11       | 5        | 2009・2010・2011・2013・2014・2015・2017・2018・2019・2020・2022 |      |
| 東北学院大学 | 5        | 0        | 2010・2012・2013・2014・2015・                                   |      |
| 仙台大学     | 6        | 2        | 2014・2015・2016・2017・2021・2022                               |      |

### 南東北大学野球連盟
| 大学名           | 出場回数 | 優勝回数 | 出場年度 （太字は優勝年度）                                | 備考 |
| ---------------- | -------- | -------- | ---------------------------------------------------------- | ---- |
| 東日本国際大学   | 10       | 1        | 2009・2012・2013・2014・2015・2017・2018・2020・2021・2022 |      |
| 石巻専修大学     | 3        | 0        | 2010・2012・2015                                           |      |
| 日本大学工学部   | 2        | 0        | 2009・2013                                                 |      |
| 福島大学         | 2        | 0        | 2011・2016                                                 |      |
| 東北公益文科大学 | 3        | 0        | 2014・2019・2021                                           |      |

### 連盟別優勝回数
- 7回　仙台六大学野球連盟
- 6回　北東北大学野球連盟
- 1回　南東北大学野球連盟